# Proklamation der Französischen Republik vom 4. September 1870

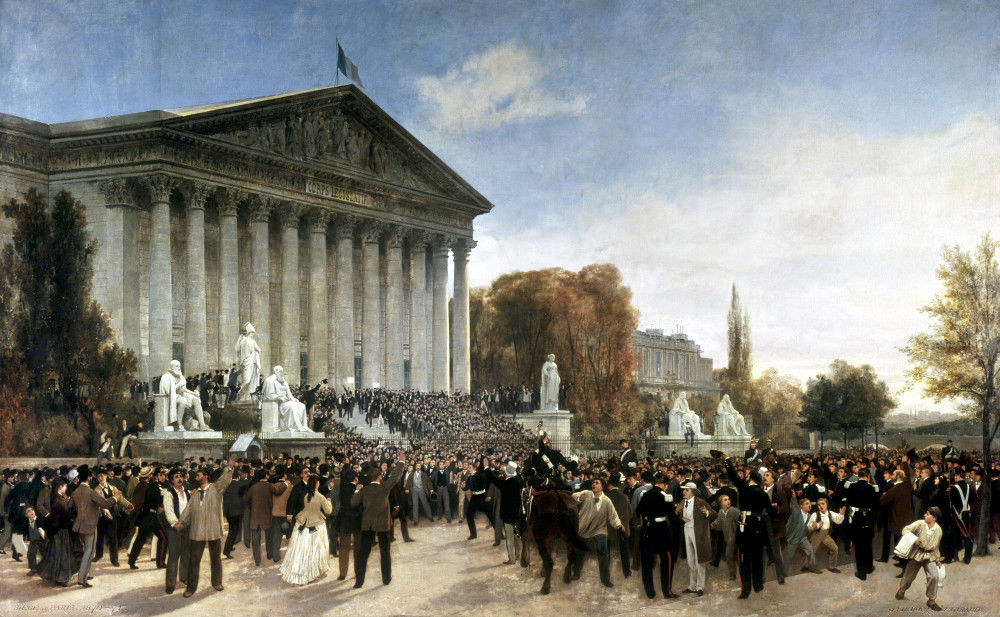
Die Menschenmenge vor dem Corps législatif am Morgen des 4. September (Jacques Guiaud und Jules Didier, 1870, Musée Carnavalet, Paris)

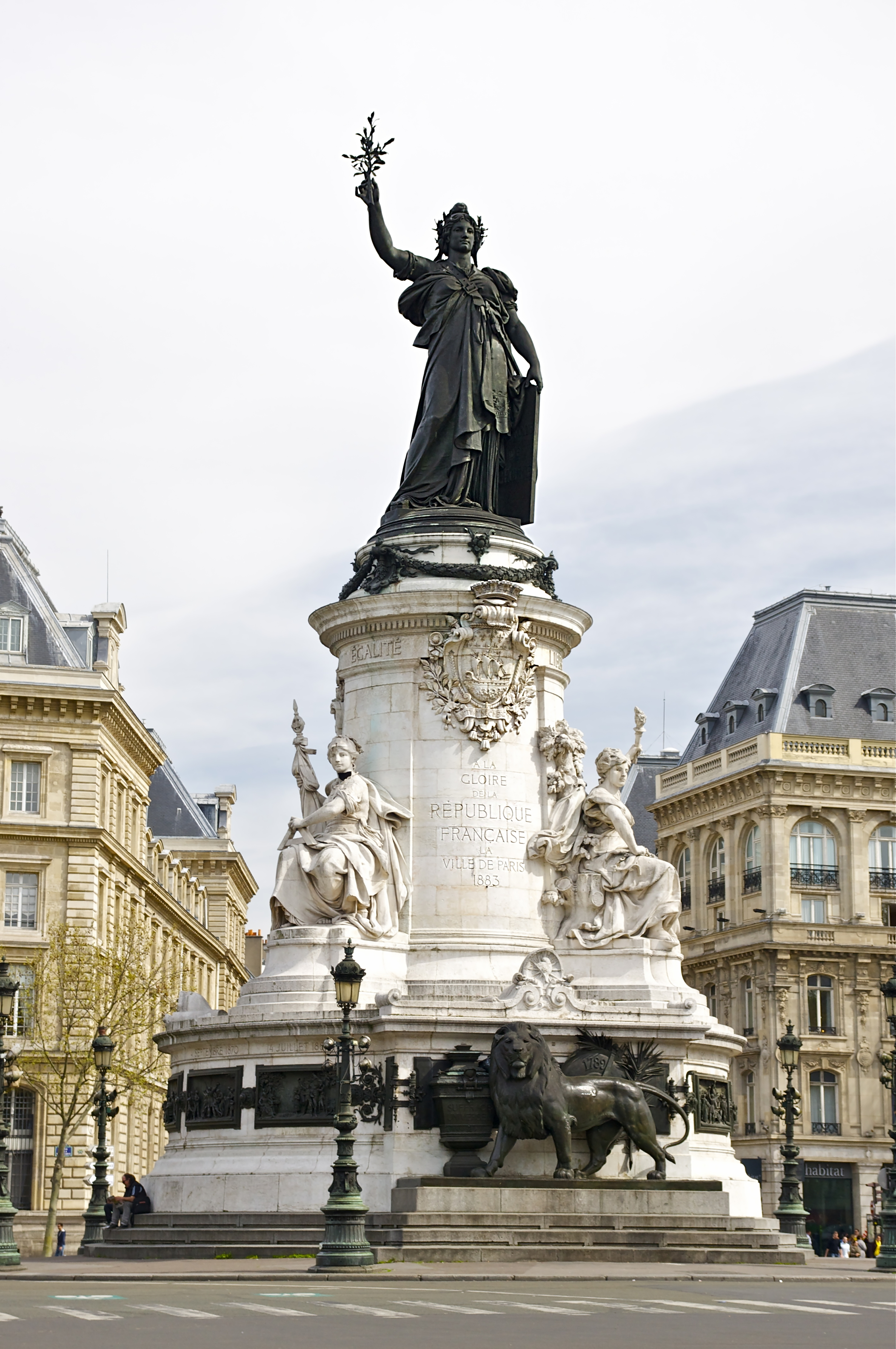
Monument der Republik, Place de la République, Paris, 1883

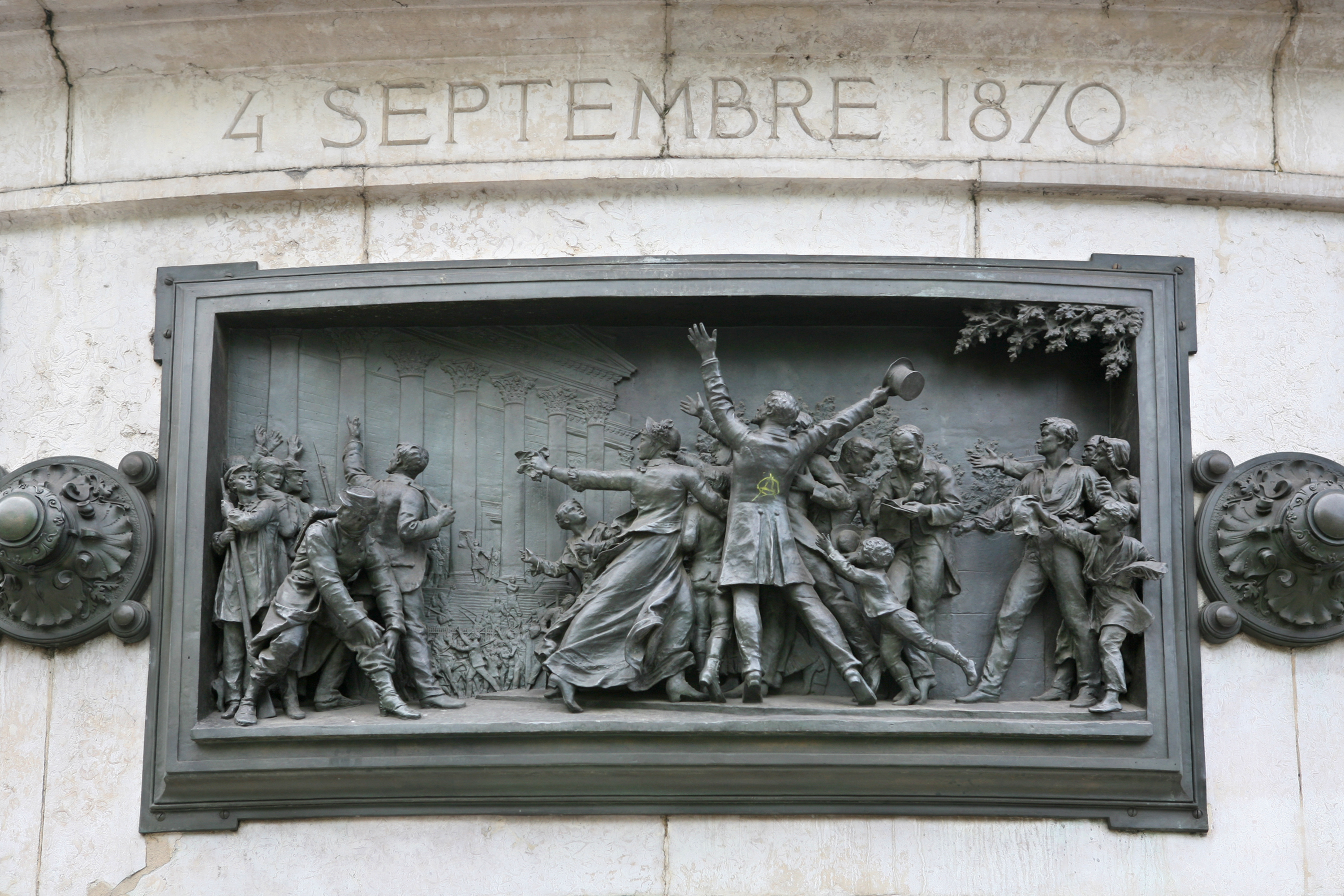
Proklamation der Republik vom 4. September 1870 (Bronze-Hochrelief von Léopold Morice, Monument der Republique)

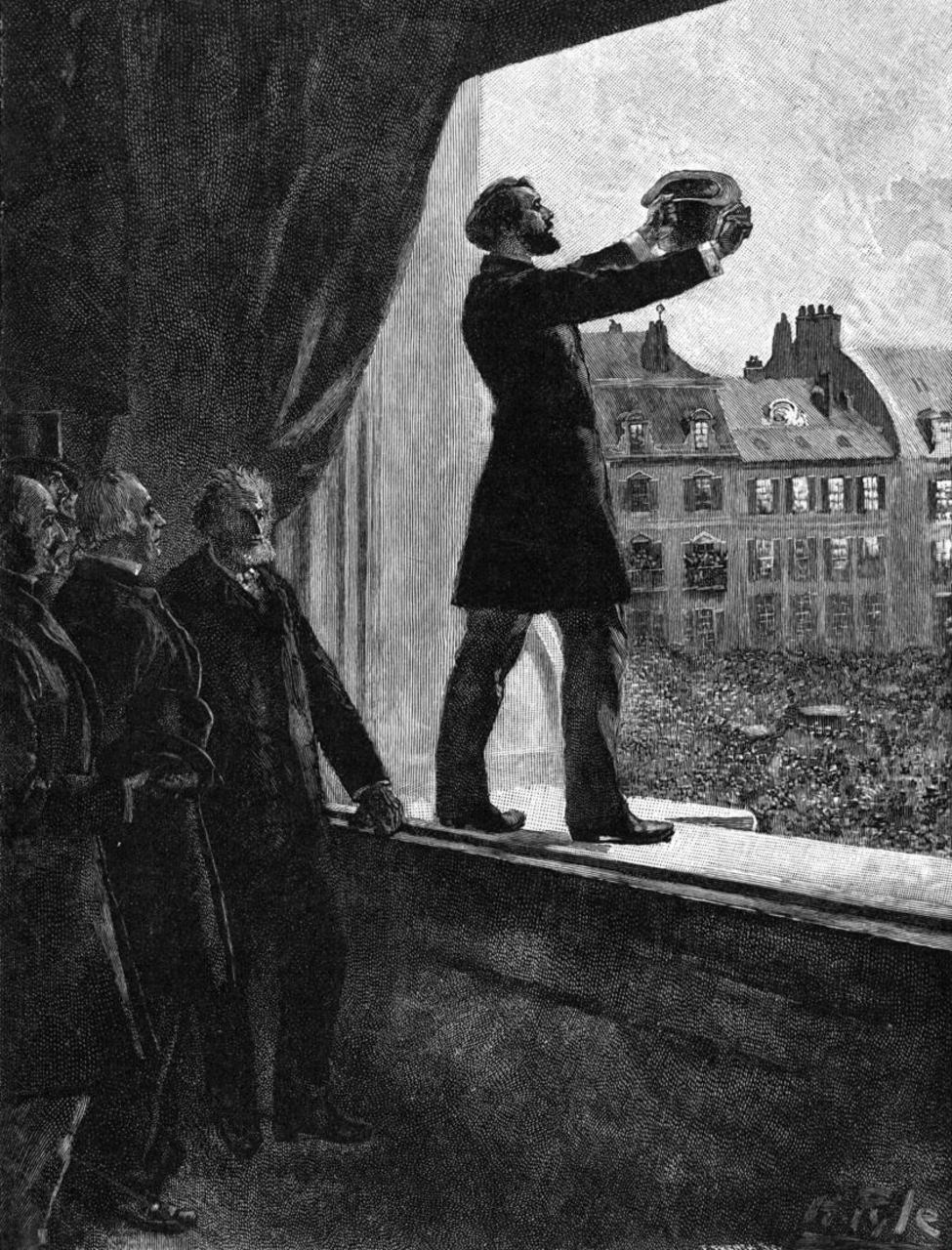
Léon Gambetta proklamiert am 4. September im Rathaus von Paris die Republik (Howard Pyle)

Die Proklamation der Französischen Republik vom 4. September 1870 war die Proklamation an das französische Volk, mit der die Republik nach dem Fall des Zweiten Kaiserreichs wiederhergestellt wurde. Mit ihr wurde die Dritte Republik gegründet.

## Sturz des Kaiserreichs und Entstehung der Republik 1870
Am 2. September 1870 kapitulierte Kaiser Napoleon III. nach der Schlacht von Sedan im Deutsch-Französischen Krieg. Die Nachricht von seiner Gefangennahme wurde am 3. September in Paris bekannt und löste Unruhen aus.

## Ablauf

### Sitzung des Corps législatif
Die Abgeordneten des Corps législatif wurden von ihrem Präsidenten Eugène Schneider in den Palais Bourbon einberufen. Die Sitzung begann um 1 Uhr nachts am 4. September und endete eine halbe Stunde später. Der Abgeordnete Jules Favre verkündete:

« Louis-Napoléon Bonaparte und seine Dynastie werden für abgesetzt erklärt. Die gesetzgebende Versammlung ernennt eine Kommission ..., die mit allen Regierungsbefugnissen ausgestattet ist und den ausdrücklichen Auftrag hat, der Invasion Widerstand zu leisten und den Feind aus dem Territorium zu vertreiben. ... General Trochu bleibt Generalgouverneur von Paris. »

Einige Stunden später wurde die Sitzung wieder aufgenommen. Die Zeitungen hatten die Bevölkerung aufgerufen, sich in großer Zahl vor dem Palast einzufinden, um die Absetzung des Kaisers zu fordern. Daher wurde ein großes Aufgebot an Ordnungskräften aufgestellt, um die Sicherheit der Abgeordneten zu gewährleisten. 5000 Mann wurden von Charles Cousin-Montauban, dem Regierungschef, in der Nähe des Gebäudes postiert.
Im Plenarsaal forderte Léon Gambetta die Absetzung des Kaisers, während Adolphe Thiers lediglich einen „Ausschuss für Regierung und Landesverteidigung“ bilden wollte. Die Sitzung verlief unruhig und das Publikum, das bis dahin brav auf den Tribünen gesessen hatte, nutzte eine Unterbrechung, um den Palast zu verlassen und von der Treppe aus mit Taschentüchern und Hüten zu winken. Um 14:30 Uhr wurden die Tore geöffnet, um einige Abgeordnete und eine Hundertschaft der Garde hereinzulassen, aber schon bald strömte eine große Menge von Parisern in den Palast; es gab keinen Widerstand und bald drängten sich die Menschen auf den Tribünen. Gambetta bat die Anwesenden, die Debatten „weder durch Schreie noch durch Beifall“ zu stören. Der Abgeordnete Crémieux forderte Cousin-Montauban auf, die Gendarmen zu entfernen, da ihre Anwesenheit als Provokation empfunden werde. Cousin-Montauban gehorchte und wenige Minuten später stürmten die Randalierer den Plenarsaal. Die Abgeordneten versuchten, die Menge zu beruhigen: „Als Vertreter der Französischen Revolution beschwöre ich Sie, der Rückkehr der Abgeordneten auf ihre Bänke mit Ruhe beizuwohnen“, rief Gambetta. Angesichts der unwiderstehlichen Rufe der Menge, die den Sturz des Kaisers und die Errichtung der Republik forderte, ließ Schneider die Sitzung auflösen und zog sich zurück. Favre verzichtete darauf, seine Kollegen abstimmen zu lassen, und rief der Menge zu, dass die Republik hier nicht ausgerufen werden solle; und Gambetta setzte von der Tribüne hinzu: „Lasst uns zum Rathaus gehen!“
Vom Pariser Rathaus aus rief Léon Gambetta in Begleitung anderer Abgeordneter die Republik aus.

« Das Volk kam der zögernden Kammer zuvor. Um das gefährdete Vaterland zu retten, hat es die Republik gefordert: Sie wird ausgerufen, und diese Revolution wird im Namen des Rechts und des öffentlichen Heils durchgeführt. Bürger, wacht über die Stadt, die euch anvertraut ist; morgen werdet ihr mit dem Heer der Rächer des Vaterlandes sein »

Der vollständige und schriftlich veröffentlichte Text der Ausrufung lautete: „Franzosen!
Das Volk kam der zögernden Kammer zuvor. Um das gefährdete Vaterland zu retten, hat es die Republik gefordert.
Es hat seine Vertreter nicht an die Macht, sondern in die Gefahr gebracht.
Die Republik hat 1792 die Invasion besiegt, die Republik wird ausgerufen.
Die Revolution wird im Namen des Rechts, des öffentlichen Heils durchgeführt.
Bürger, wacht über die Stadt, die euch anvertraut ist; morgen werdet ihr zusammen mit der Armee die Rächer des Vaterlandes sein! Rathaus von Paris, den 4. September 1870.“ Er war von Emmanuel Arago, Adolphe Crémieux, Pierre-Frédéric Dorian, Jules Favre, Jules Ferry, Antoine-Léonce Guyot-Montpayroux, Léon Gambetta, Louis-Antoine Garnier-Pagès, Joseph Magnin, Francisque Ordinaire, Pierre-Albert Tachard, Eugène Pelletan, Ernest Picard und Jules Simon unterzeichnet. Am selben Tag wurde die Regierung der nationalen Verteidigung (Gouvernement de la Défense nationale) installiert.

### Weiterer Verlauf
Eine Mehrheit der wahlberechtigten Franzosen lehnte die Republik zunächst ab, so dass 1871 die Antirepublikaner gewählt wurden und das Projekt der Dritten Restauration in Angriff nahmen. Die Republikaner widersetzten sich auch einem möglichen Plebiszit nach 1871, da sie einen erneuten Sieg des Kaiserreichs befürchteten. Sie gewannen in der Folge die Mehrheit und 1875 wurden Verfassungsgesetze verabschiedet. Die Republik besteht bis heute (Vierte und Fünfte Republik).